# Estadi Municipal de Reus
Das Estadi Municipal de Reus ist ein Fußballstadion in der spanischen Stadt Reus in der autonomen Gemeinschaft Katalonien. Der Fußballverein CF Reus Deportiu trug von 1977 bis zu seiner Insolvenz im Jahr 2020 hier seine Heimspiele aus. In den Spielzeiten 2021 und 2022 trugen die Barcelona Dragons im Stadion ihre Heimspiele in der European League of Football aus. Die städtische Anlage bietet 4847 Plätze.

## Geschichte
Das Estadi Municipal wurde im Oktober 1977 unter der Bezeichnung Camp Nou eröffnet und ersetzte das Estadio de la Calle Gaudí als neue Heimspielstätte des CF Reus Deportiu. Neben dem Fußballstadion mit einem 106 × 75 m großen Spielfeld aus Naturrasen befinden sich auf dem Gelände ein Kunstrasenplatz sowie ein zweiter Rasenplatz, der als Rugbyspielfeld genutzt wird.
Am 26. Mai 2016 kündigte die Stadt Reus an, das Stadion zu renovieren um die Anforderungen des spanischen Profifußballverbades Liga Nacional de Fútbol Profesional (LFP) erfüllen zu können.
Im Juni 2018 fanden im Stadion mehrere Spiele des Fußballturniers der XVIII. Mittelmeerspiele statt, die in Tarragona ausgetragen wurden.
Ab 2021 trugen die Barcelona Dragons aus der neu gegründeten American-Football-Liga European League of Football (ELF) ihre Heimspiele im Stadion aus. 2023 wechselte die Mannschaft in das Estadi Olímpic de Terrassa von Terrassa, da es näher an Barcelona liegt.